# Torrent de Salvatges

El Torrent de Salvatges, respecte del terme de Granera

El torrent de Salvatges és un torrent del terme municipal de Granera, al Moianès.
Està situat a la zona sud-oriental del terme, a ponent i al sud-est del poble de Granera. És just a ponent de les masies de Salvatges i Puigdomènec i a llevant del Salamó i Tantinyà. Es forma en el vessant nord-oest del Coll d'Ases per la unió dels torrents del Casalot i de Coll d'Ases, des d'on davalla cap al nord-oest encaixonat entre la Carena de les Illes i la seva continuació cap al nord-oest, la Carena de Serraltes, pel costat de ponent, i la Serra de Puigdomènec pel costat nord-oriental. Ressegueix tota la Baga de la Frau de la Riera, que deixa a l'esquerra, des del Salamó i el Collet del Salamó, al sud-oest, i la Solella de la Frau de la Riera, a la dreta, amb la masia de Puigdomènec al capdamunt, al nord-est.
Poc després de formar-se rep per la dreta el torrent de la Font de la Teula i tot seguint el torrent de la Font de Salvatges, entre els quals es troba enlairada la masia de Salvatges. El Camí de Salvatges discorre força tros paral·lel al torrent, pel seu costat dret. Finalment, s'aboca en la riera del Marcet a migdia de la Plana del Mas.